# ورزشگاه انیو تاردینی
 ورزشگاه انیو تاردینی (به ایتالیایی: Stadio Ennio Tardini) ورزشگاهی در شهر پارما در کشور ایتالیا است.
بازی‌های خانگی باشگاه فوتبال پارما در این ورزشگاه برگزار می‌شود.